# Christian Hemberg
Christian Hemberg (* 6. Dezember 1981) ist ein ehemaliger schwedischer Fußballspieler. Der Offensivspieler bestritt 2001 zwei Länderspiele für die schwedische Nationalmannschaft, verpasste aufgrund seiner Verletzungsanfälligkeit jedoch den großen Durchbruch und beendete Ende 2008 seine Karriere.

## Werdegang
Hemberg begann mit dem Fußballspielen bei Torestorps IF. Für den Amateurverein debütierte er bereits als Jugendlicher in der sechstklassigen Division 5. Am Ende der Spielzeit 1997 stieg er mit dem Klub in die fünfte Liga auf, folgte jedoch einem Angebot von Örgryte IS und wechselte in die Jugendabteilung des Erstligisten. Ein Jahr später debütierte er für den Traditionsverein in der Allsvenskan und kam zu neun Einsätzen als Einwechselspieler. Im Mai 2000 nutzte der bis dato hauptsächlich in der zweiten Mannschaft eingesetzte Stürmer seine Chance, als er in einem Pokalspiel gegen Åtvidabergs FF die verletzt ausfallenden etatmäßigen Stürmer Marcus Allbäck und Johan Elmander ersetzen musste und ein Tor erzielen konnte.
In der Folge konnte Hemberg sich einen Stammplatz im Erstligakader erkämpfen und wurde im Januar 2001 in die schwedische Nationalmannschaft berufen. Dort debütierte er, der bereits als 18-Jähriger zum Kader der schwedischen U21-Auswahl gehört hatte, am 31. Januar 2001, als er beim 0:0-Unentschieden gegen die Färöer in der 65. Spielminute für Stefan Ishizaki eingewechselt wurde. Bereits einen Tag später absolvierte er sein zweites und bis heute letztes Länderspiel im schwedischen Jersey, als er bei der 0:1-Niederlage gegen die finnische Landesauswahl in der 77. Spielminute Sharbel Touma ersetzte.
In der Spielzeit 2001 behauptete Hemberg seinen Stammplatz, ehe ihn im April des folgenden Jahres eine Knieverletzung bremste. Auch in den folgenden Jahren blieb er verletzungsanfällig und nachdem Trainer Zoran Lukić hauptsächlich auf andere Spieler setzte, verließ er nach Vertragsende am Schluss der Spielzeit 2005 den Verein.
Zunächst blieb Hemberg ohne Verein, Verhandlungen mit dem Schweizer Klub AC Bellinzona im Sommer 2006 platzten kurz vor Vertragsabschluss. Im Frühjahr 2007 fand er mit dem norwegischen Klub Raufoss IL einen neuen Arbeitgeber, bei dem er einen Zweijahreskontrakt unterzeichnete. Dort kam er an der Seite seiner Landsleute Rickard Claesson, Dennis Jonsson und Magnus Samuelsson hauptsächlich als Mittelfeldspieler zum Einsatz. Am Ende der Spielzeit geriet der Klub in finanzielle Schwierigkeiten und musste zwangsabsteigen. Daraufhin verließ Hemberg den Klub und war zunächst erneut vereinslos. Im Juli 2008 wechselte er auf Empfehlung des vormaligen Örgryte-Spielers Tryggvi Guðmundsson nach Island zu KS/Leiftur. Beim isländischen Zweitligisten sollte er zum Klassenerhalt beitragen, das Vorhaben wurde jedoch mit nur einem Saisonsieg verpasst. Anschließend kehrte er nach Schweden zurück und erklärte sein Karriereende.